# Derris polyantha
Derris polyantha är en ärtväxtart som beskrevs av Janet Russell Perkins. Derris polyantha ingår i släktet Derris och familjen ärtväxter. IUCN kategoriserar arten globalt som starkt hotad. Inga underarter finns listade i Catalogue of Life.